# AD Leonis
Désignations
AD Leonis, également désignée Gliese 388 (GJ 388), est une étoile naine rouge de la constellation du Lion. Elle est relativement proche du Soleil, à une distance de ∼ 16,2 a.l. (∼ 4,97 pc).

## Caractéristiques
C'est une étoile éruptive, avec une rotation rapide de plus de 2 jours (terrestres) ; ce qui indique un âge récent à l'échelle astronomique, estimé entre 25 à 300 millions d'années.

## Voir également